# العمالة الوافدة في البحرين
العمالة الوافدة في البحرين هم العمال الأجانب الذين انتقلوا إلى البحرين للعمل.

## التاريخ
كانت البحرين بمثابة موقع رئيس على الطرق البحرية التي تربط الهلال الخصيب بالهند لسنوات عديدة. وكانت مركزًا لتجارة اللؤلؤ الدولية ومركزًا تجاريًا إقليميًا. وقد زار شواطئها الحرفيون والتجار والبحارة والجنود من شبه الجزيرة العربية وإيران وبلاد ما بين النهرين والهند، ومؤخرًا أوروبا. ثم بدأت الأمور تتغير بسبب توسع النفوذ البريطاني وتطور النفط في ثلاثينيات القرن العشرين. وبحلول عام 1941 ارتفعت نسبة المهاجرين من السكان إلى ما يقرب من 18%. وحدثت توسعات واسعة النطاق في قطاع التجارة، وتكرير النفط، وبناء الاتصالات والمرافق الأخرى، والتحسن التدريجي في الإدارة والخدمات العامة. تظهر أقدم بيانات توظيف في عام 1959 أن نحو 17% من السكان، أو نحو ثلث القوى العاملة، من المهاجرين. وفي الستينيات ارتفع معدل الزيادة ارتفاعا كبيرا. وشهدت الاتصالات والتجارة توسعًا قويًا، وكذلك الأشغال العامة والإسكان والخدمات الأخرى. لكن الوضع في عام 1971 كان مختلفًا عما كان عليه في عام 1959 عندما كان المهاجرون يشكلون نحو 18% من السكان ويشكلون 38% من العمالة. وظل النمو بطيئا حتى عام 1971، وكان عدد المهاجرين بين السكان والقوى العاملة أقل بكثير من أي مكان آخر. وشهدت البحرين ارتفاعا بعد عام 1973 بسبب ارتفاع أسعار النفط. وأدت الزيادة الكبيرة في الإنفاق العام إلى ظهور حقبة من النمو غير المسبوق والتنمية الهيكلية. وقد زاد العدد الإجمالي للمهاجرين بنسبة 197% عند حساب الأزواج والمعالين.

## العمالة الأجنبية
تأتي العمالة الوافدة أساسا من جنوب وجنوب شرق آسيا ومصر والأردن. وتعمل في البناء وإصلاح السيارات والضيافة والخدمة المنزلية. تقدر هيئة تنظيم سوق العمل (LMRA) أن نحو 70 ألف عامل مهاجر يعيشون في البحرين غير موثقين. وأغلبهم من العمال البنغلاديشيين. ورغم أن الحكومة تؤكد أن قانون العمل في القطاع الخاص ينطبق على جميع العمال، إلا أن منظمة العمل الدولية والمنظمات غير الحكومية الدولية لاحظت أن العمال الأجانب يواجهون التمييز في مكان العمل. وفي كثير من الحالات، يحتجز أصحاب العمل جوازات السفر، ويقيدون الحركة. ووفقا لوزارة خارجية الولايات المتحدة فإن ظروف العمل في البحرين قد تغيرت إيجابيا. فقد منعت البلاد نقل العمال إلى وظائفهم في شاحنات مفتوحة منذ خمسة عشر عامًا. وقدمت البحرين تصريح التأشيرة المرنة الذي أعطى العديد من العمال المزيد من حرية العمل.